# Пуголовка шипоголова
Пуголовка шипоголова (Benthophilus ctenolepidus) — вид риб з родини бичкових (Gobiidae). Зустрічається вздовж південних берегів Каспійського моря: в Горганській затоці, також від півострова Апшерон на південь до Астари. Мешкає на прибережних мілинах при солоності 12,4–13‰.